# Гаои
Гаои́ (кит. упр. 高邑, пиньинь Gāoyì) — уезд городского округа Шицзячжуан провинции Хэбэй (КНР).

## История
При империи Западная Хань на этих землях были созданы уезды Фанцзы (房子县) и Лан (郎县). В 25 году, когда Лю Сю провозгласил в Лане основание империи Восточная Хань и стал её первым императором, Лан был переименован в Гаои.
В 557 году при империи Северная Ци уезд Фанцзы был присоединён к уезду Гаои.
При империи Суй в 586 году уезды Фанцзы и Гаои вновь были разделены. В 596 году из уезда Гаои были выделены уезды Байсян и Цзаньхуан.
При империи Сун в 1072 году уезды Байсян и Цзаньхуан были присоединены к Гаои, однако в 1086 году были выделены вновь.
При монгольской империи Юань в 1265 году Цзаньхуан был присоединён к Гаои, однако в 1270 году был воссоздан.
В 1949 году был образован Специальный район Шицзячжуан (石家庄专区), и уезд вошёл в его состав. В мае 1958 года уезды Гаои и Юаньши были объединены в уезд Гаоюань (高元县), а в декабре того же года уезды Гаоюань и Цзаньхуан были объединены в уезд Юаньши (元氏县). В январе 1962 года уезд Гаои был вновь выделен из уезда Юаньши. В ноябре 1967 года Специальный район Шицзячжуан был переименован в Округ Шицзячжуан (石家庄地区).
В 1993 году постановлением Госсовета КНР округ Шицзячжуан и город Шицзячжуан были объединены в городской округ Шицзячжуан.

## Административное деление
Уезд Гаои делится на 3 посёлка и 2 волости.